# Sohodol (okręg Alba)
Sohodol – wieś w Rumunii, w okręgu Alba, w gminie Sohodol. W 2011 roku liczyła 227 mieszkańców.